# جاك كارمايكل
جاك كارمايكل (بالإنجليزية: Jack Carmichael)‏ هو لاعب كرة قدم بريطاني، ولد في 11 نوفمبر 1948 في نيوكاسل أبون تاين في المملكة المتحدة. لعب مع سويندون تاون ونادي أرسنال ونادي بيتربورو يونايتد.